# 1. Klasse Danzig-Westpreußen 1940/41
De 1. Klasse Danzig-Westpreußen 1940/41 was het eerste voetbalkampioenschap van de 1. Klasse Danzig-Westpreußen. De clubs uit Danzig en Marienwerder speelden voorheen in de Gauliga Ostpreußen. Nadat West-Pruisen geannexeerd werd door de NSDAP na de Poolse Veldtocht werd de Gauliga Danzig-Westpreußen opgericht en werden de clubs uit Danzig en Marienwerder naar deze competitie overgeheveld. De 1. Klasse was het tweede niveau onder de Gauliga. Dit seizoen bestond de competitie uit drie districten. 

## Eindstand

### Bezirk Danzig
| Plaats | Club                 | Wed. | W | G | V | Saldo    | Ptn. |
| ------ | -------------------- | ---- | - | - | - | -------- | ---- |
| 1.     | Post-SG Danzig       | 14   | 8 | 3 | 3 | 42:18:00 | 19   |
| 2.     | SC Wacker Schidlitz  | 14   | 6 | 4 | 4 | 41:19:00 | 16   |
| 3.     | SC Preußen Danzig II | 14   | 7 | 1 | 6 | 29:37:00 | 15   |
| 4.     | Danziger SC 1912     | 13   | 6 | 2 | 5 | 29:32:00 | 14   |
| 5.     | SVgg 1921 Troyl      | 13   | 5 | 2 | 6 | 31:33:00 | 12   |
| 6.     | Reichsbahn SG Danzig | 14   | 5 | 2 | 7 | 37:35:00 | 12   |
| 7.     | Zoppoter TV 1890     | 13   | 4 | 2 | 7 | 32:49:00 | 10   |
| 8.     | TV Ohra              | 13   | 2 | 6 | 5 | 20:38    | 10   |

|  | Promotie naar Gauliga Danzig-Westpreußen 1941/42 |

### Bezirk Elbing
Marienburger SV 08 en TuSV STuhm trokken hun team na enkele wedstrijden terug, de reeds gespeelde wedstrijden werden geschrapt. 
| Plaats | Club                                       | Wed.           | W              | G              | V              | Saldo          | Ptn.           |
| ------ | ------------------------------------------ | -------------- | -------------- | -------------- | -------------- | -------------- | -------------- |
| 1.     | LSV Elbing                                 | 6              | 4              | 0              | 2              | 18:11          | 8              |
| 2.     | Elbinger SV 05                             | 6              | 4              | 0              | 2              | 16:10          | 8              |
| 3.     | SV Sandhof Marienburg                      | 6              | 3              | 0              | 3              | 15:14          | 6              |
| 4.     | WKG der BSG Ferdinand Schichau GmbH Elbing | 6              | 1              | 0              | 5              | 09:23          | 2              |
| 5.     | Marienburger SV 08                         | Teruggetrokken | Teruggetrokken | Teruggetrokken | Teruggetrokken | Teruggetrokken | Teruggetrokken |
| 6.     | TuSV Stuhm                                 | Teruggetrokken | Teruggetrokken | Teruggetrokken | Teruggetrokken | Teruggetrokken | Teruggetrokken |

|  | Promotie naar Gauliga Danzig-Westpreußen 1941/42 |
|  | Terugrekking uit competitie voor volgend seizoen |

### Bezirk Bromberg
Het district Bromberg was in vier regionale groepen opgedeeld. Het is niet bekend of er een eindronde plaats vond, in ieder geval promoveerde geen enkel team naar de Gauliga. 

#### Kreis Bromberg
Uit de Kreis Bromberg is geen eindstand meer bekend, enkel deelname van Post-SG Bromberg, Bromberger SG en SG Nakel. 

#### Kreis Schwetz
Uit de Kreis Schwetz zijn enkel de deelnemers SC Graudenz, TuSV Schwetz, TuSV Neuenburg en VfL Kulm bekend. 

#### Kreis Thorn
| Plaats | Club             | Wed. | W | G | V | Saldo | Ptn. |
| ------ | ---------------- | ---- | - | - | - | ----- | ---- |
| 1.     | SV Thorn         | 3    | 3 | 0 | 0 | 26:00 | 6    |
| 2.     | Polizei-SV Thorn | 3    | 1 | 0 | 2 | 00:14 | 2    |
| 3.     | SG Schulitz      | 2    | 0 | 0 | 2 | 00:12 | 0    |

#### Kreis Zempelburg
Uit de Kreis Zempelburg zijn enkel de deelnemers SG Vandsburg, VfL Tuchel, Reichsbahn SG Konitz en TuSV Zempelburg bekend. 